# 高峰高原

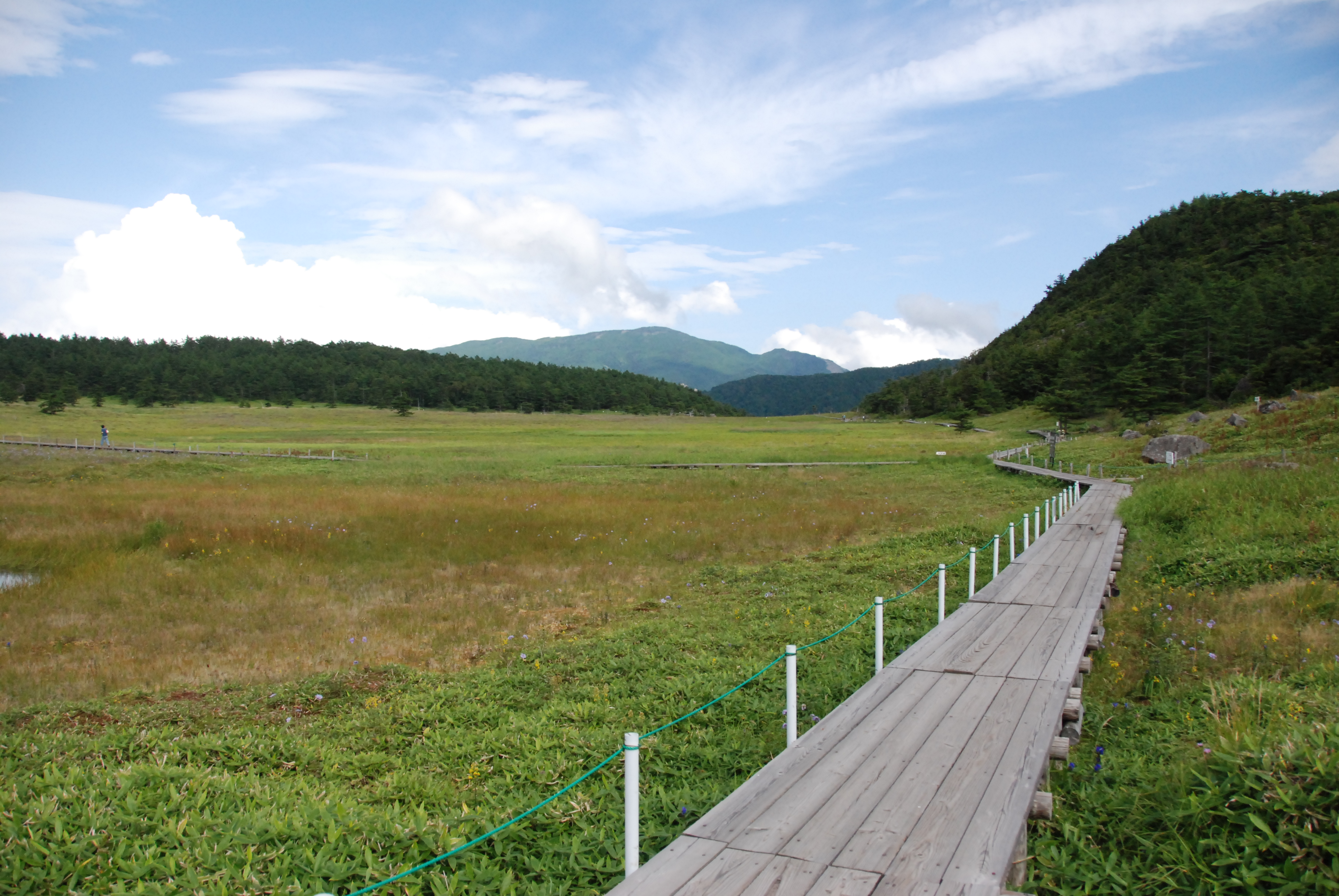
池の平湿原

高峰高原（たかみねこうげん）は、上信越高原国立公園や湯の丸・高峰自然休養林に属しており、浅間連峰の北側に位置し、長野県小諸市の北部にある標高2,000メートルの高原地帯である。車坂峠を中心とした比較的なだらかな地形。6月から9月にかけて、高山植物が多く見られる。
スキー場など各種レジャー施設があり、冬も賑わっている。

## 自然

### 山
周辺部に、高峯山、篭ノ登山（東篭ノ登山・西篭ノ登山）、黒斑山、浅間山といった山々。

## 観光

### スキー場
- アサマ2000パーク

### 温泉
- 高峰温泉

## アクセス
- 上信越自動車道小諸ICから車で20分。
- 北陸新幹線佐久平駅からJRバス高峰高原線で60分。
- しなの鉄道線小諸駅からJRバス高峰高原線またはタクシーで約35分。
- バスタ新宿からJRバスが直通高速バスを運行。